# Vitaly Skakun
Vitaly Volodymyrovych Skakun (em ucraniano: Віталій Володимирович Скакун; Berezhany, Oblast de Ternopil, 19 de agosto de 1996 – Henichesk, Oblast de Kherson, 24 de fevereiro de 2022) foi um fuzileiro naval e militar ucraniano.

## Ações
Durante a invasão russa da Ucrânia, o batalhão de Volodymyrovych foi destacado para guardar a ponte Henichesk sobre o rio Dneiper, a fim de retardar o avanço das tropas russas invasoras para o norte da Península da Crimeia ocupada. Quando uma coluna blindada russa se aproximou de Kherson, foi determinado que a única maneira de impedir o avanço seria destruir a ponte. Skakun, um engenheiro de combate, se ofereceu para colocar minas na ponte. Depois de colocar os explosivos, Skakun não teve tempo de se retirar da ponte e, depois de enviar mensagens de texto suas intenções para seus companheiros soldados, detonou as minas se matando e destruindo a ponte. Suas ações retardaram o avanço inimigo, permitindo que seu batalhão se reagrupasse.
As autoridades estão atualmente trabalhando para conceder honras militares póstumas a Skakun.